# Knud Enggaard
Knud Enggaard (født 4. juni 1929 i Odder, død 11. april 2024) var en dansk politiker, der gennem en årrække var folketingsmedlem for Venstre og minister i flere regeringer.
Knud Enggaard var søn af gårdejer Jens Enggaard. Han blev i sine unge år medlem af Venstres Ungdom og var næstformand for organisationen fra 1957 til 1959 og formand fra 1959 til 1962.
Han var folketingsmedlem fra 22. september 1964 til 14. februar 1977, 23. oktober 1979 til 7. december 1981 og igen fra 10. januar 1984 til 10. marts 1998. Han var desuden midlertidigt medlem i flere perioder i årene 1982-1983 og 1998-2001 som stedfortræder for Uffe Ellemann-Jensen, Jørgen Winther, Kim Andersen og Karen Rønde.
Knud Enggaard var landsformand for Foreningen Norden fra 2000 til 2003.
Han havde følgende ministerposter:
- Indenrigsminister i Regeringen Anker Jørgensen III fra 30. august 1978 til 26. oktober 1979
- Energiminister i Regeringen Poul Schlüter I fra 10. september 1982 til 12. marts 1986
- Indenrigsminister i Regeringen Poul Schlüter I fra 12. marts 1986 til 10. september 1987
- Økonomiminister i Regeringen Poul Schlüter II fra 10. september 1987 til 3. juni 1988
- Forsvarsminister i Regeringen Poul Schlüter III fra 3. juni 1988 til 18. november 1992
- Forsvarsminister og minister for nordisk samarbejde i Regeringen Poul Schlüter IV fra 19. november 1992 til 24. januar 1993

I 1992 blev han Kommandør af 1. grad af Dannebrogordenen. Han havde også Reserveofficersforeningen i Danmarks hæderstegn, Civil Fortjenstorden, Den islandske Falkeorden, Finlands Løves Orden og Fortjenst Orden.
Knud Enggaard begraves på Dalum Kirkegård i Odense.